# Saint-Pie-de-Guire
Pour les articles homonymes, voir Saint Pie.
Saint-Pie-de-Guire est une municipalité de paroisse dans la municipalité régionale de comté de Drummond au Québec (Canada), située dans la région administrative du Centre-du-Québec. 

## Toponymie
Elle est nommée en l'honneur du Pape Pie Ier.

## Histoire

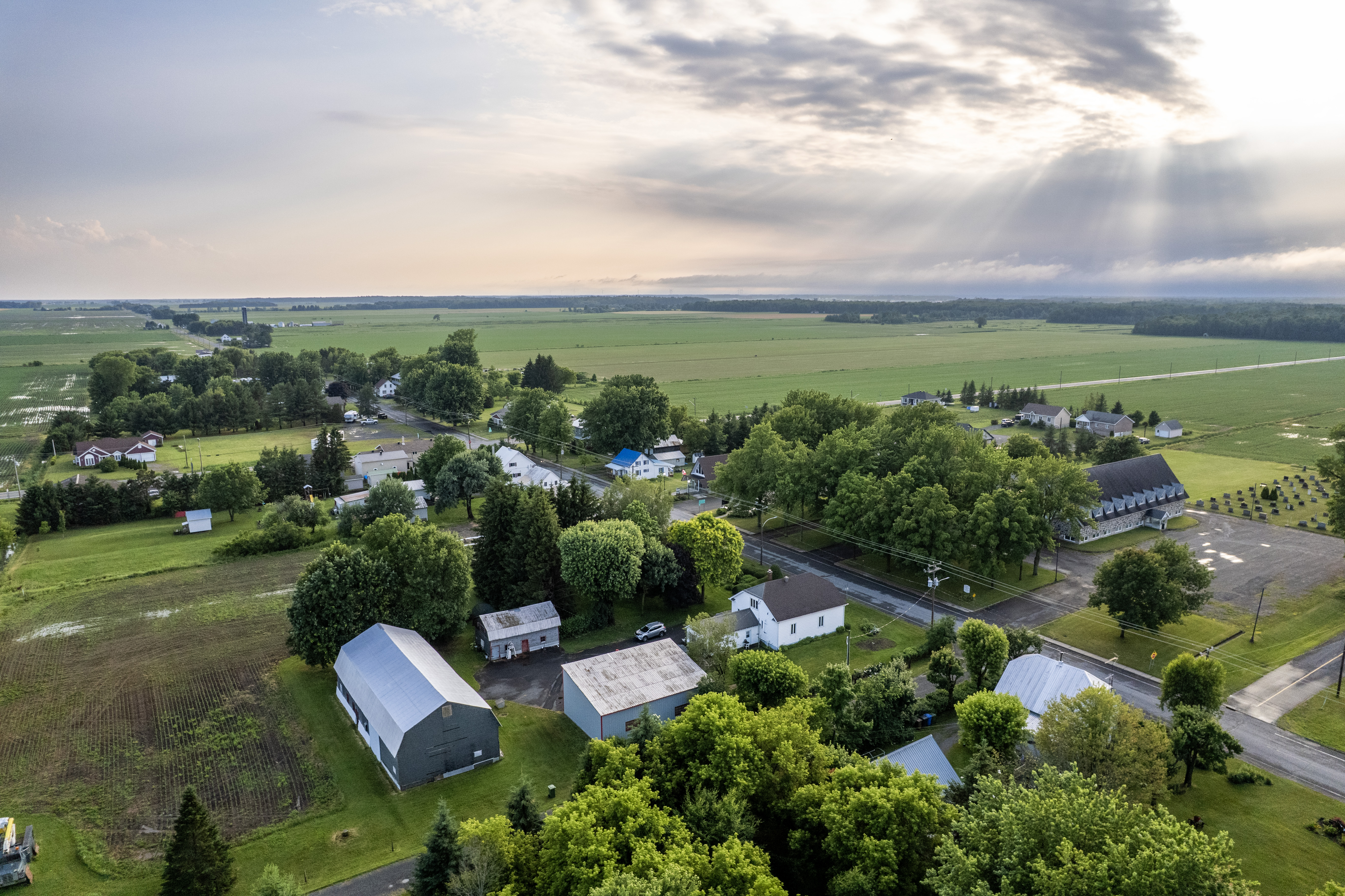
Vue aérienne de Saint-Pie-de-Guire.

Son territoire provient d'une partie de la seigneurie De Guire (ou de la rivière David) - seigneurie instituée vers 1750 et allouée à Joseph Deguire dit Desrosiers, mais vendue par la suite aux Wurtele. Cette municipalité a été fondée en 1866 et était alors une portion de la paroisse de Saint-David (1835).  Elle englobe les rangs du 6e au 13e de la seigneurie, et toute la zone à l'est du 13e rang jusqu'à la rivière Saint-François.  En 1874, elle est devenue municipalité de paroisse de Saint-Pie-de-Guire (paroisse créée par détachement de la paroisse de Saint-David).
L'établissement de colons a débuté vers 1820 dans le 13e rang et en octobre 1822 dans les 6e et 7e rangs.  Dans ce dernier cas, des lots ont commencé à être alloués en 1822 pour être défrichés, mais personne n'y a habité avec maison avant 1827 (sauf peut-être des squatteurs). Le recensement du Bas-Canada de 1825 ne mentionne aucun habitant (avec maison) dans les 6e et 7e rangs, mais de nombreux colons dans le 5e rang de Saint-David. Le recensement de 1831 indique l'existence de 8 maisons habitées par des colons dans les 6e et 7e rangs.  Le 8e rang a été ouvert et a reçu ses 1er colons en 1842 alors que le 13e rang a été prolongé.  Les colons devaient eux-mêmes ''bâtir le chemin'' devant leur lot de  par leur contrat avec le seigneur Wurtele. 
Une des caractéristiques particulières des rangs 3 à 7 en 1800 et après était la présence d'une immense zone marécageuse qui a pris des décennies à être drainée par le creusage de fossés  Ce marécage nommé ''les Étangs Deguire'' faisait 27.3 km2, soit 19% de la superficie totale de la seigneurie de la rivière David ou Deguire.  C'était le paradis des castors, loutres, martres et animaux à fourrure.  Probablement il y avait aussi des orignaux jusqu'en 1840. La présence de ''vaches sauvages'' (wapitis) notée par les Amérindiens sur les rives de la Rivière-aux-Vaches lui a valu son nom.  Les wapitis sont disparus du Québec vers 1830 car il était très facile pour les colons de les tuer à cause de leur déplacement en file indienne.   
Entre 1869 et 1881, la fonderie (smelter) produisait de la fonte qui provenait des gisements de minerais de fer de la région (limonite et hématite brune). Le haut fourneau était chauffé par du charbon de bois produit localement. L'activité économique est aujourd'hui à prédominance agricole.

## Géographie
La rivière Saint-François délimite le nord-est de la municipalité en coulant vers le nord-ouest. La rivière aux Vaches la traverse du sud-est vers le nord-ouest.
La Petite rivière Noire traverse la point sud-est du territoire vers le nord jusqu'à sa confluence avec la rivière Saint-François.

## Démographie
| 1996 | 2001 | 2006 | 2011 | 2016 | 2021 |
| ---- | ---- | ---- | ---- | ---- | ---- |
| 471  | 440  | 453  | 456  | 450  | 446  |

## Administration

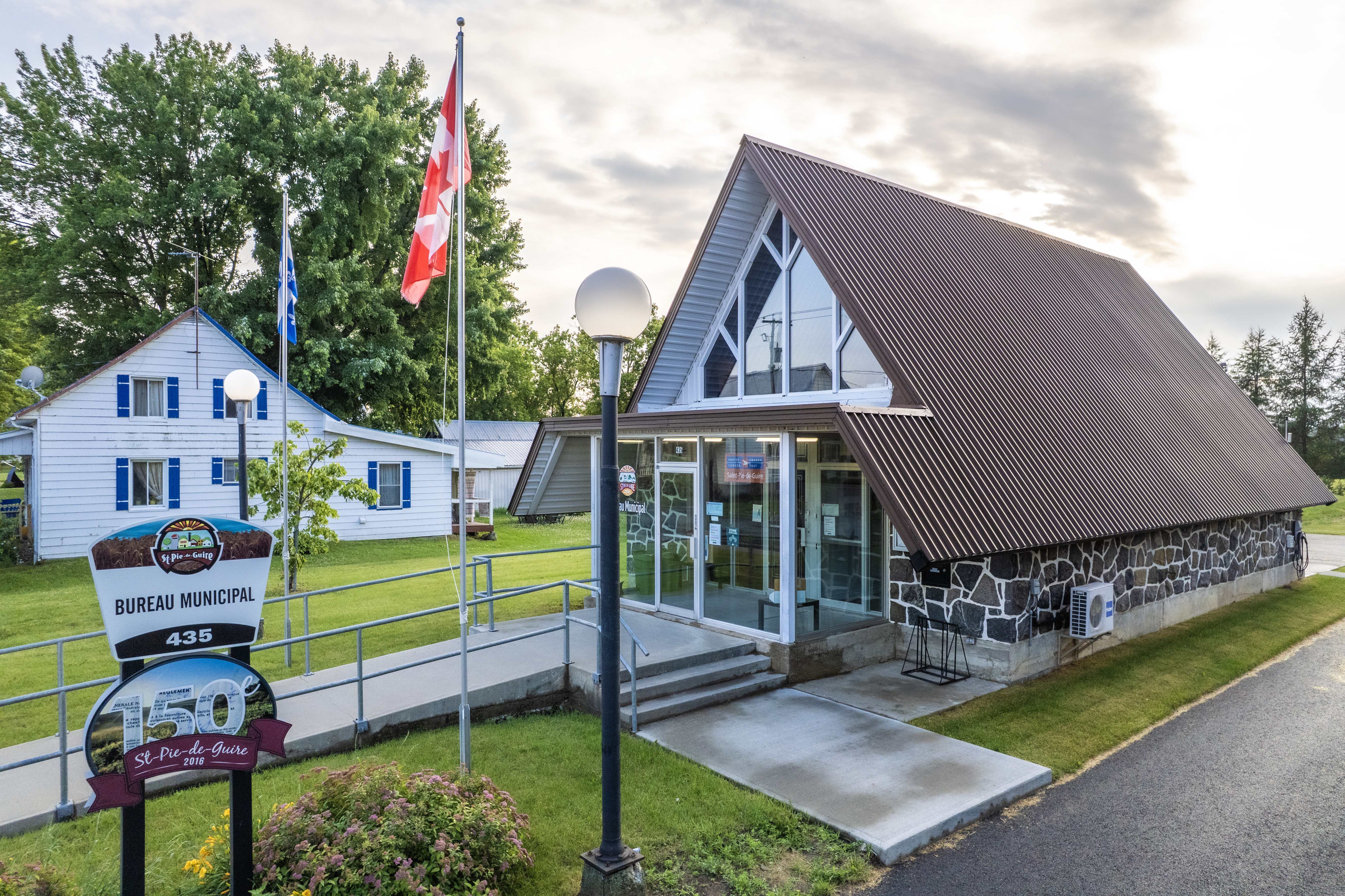
Bureau municipal de Saint-Pie-de-Guire.

Le territoire a été administré par la famille des seigneurs Wurtele de 1800 a 1854, en tant que portion de la Seigneurie Deguire ou de la Riviere David, jusqu'au moment de l'abolition du régime seigneurial au Québec.  Malgré ce fait, les citoyens de la municipalité ont continué de payer des rentes seigneuriales au héritiers Wurtele jusqu'en novembre 1940.  Après cette date une taxe tenant lieu de rente seigneuriale a été payée au bureau municipal pour rembourser le rachat des rentes.  Les citoyens pouvaient faire jusqu'à 40 versements.
Les élections municipales se font en bloc pour le maire et les six conseillers.
| Saint-Pie-de-Guire Maires depuis 2001                                                                                |                |         |          |
| Élection | Maire          | Qualité | Résultat |
| 2001 | Bernard Lemire |         | Voir     |
| 2005 | Benoît Bourque |         | Voir     |
| 2009 | Benoît Bourque | Voir    |          |
| 2013 | Benoît Bourque | Voir    |          |
| 2017 | Benoît Bourque | Voir    |          |
| 2021 | Benoît Yergeau |         | Voir     |
| Élection partielle en italique Depuis 2005, les élections sont simultanées dans toutes les municipalités québécoises |                |         |          |